# 1991 RV13
1991 RV13 är en asteroid i huvudbältet som upptäcktes den 13 september 1991 av den amerikanske astronomen Henry E. Holt vid Palomarobservatoriet.
Den tillhör asteroidgruppen Vesta.